# Saison 1963-1964 des FAR de Rabat
Pour un article plus général, voir Association Sportive des Forces Armées Royales (football).
Maillots
Chronologie
Saison précédente Saison suivante
La saison 1963-1964 des FAR de Rabat est la sixième de l'histoire du club. Elle débute alors que les militaires avait remporté le championnat de la saison dernière. Le club est par ailleurs engagé en coupe du Trône.
Finalement, les FAR de Rabat sont éliminés au quarts de finale et atteignent la première place en championnat.
Le bilan en championnat des FAR de Rabat s'est terminé favorable car sur 26 matchs joués, ils en gagnent 15, en perdent 3 et cèdent 8 nuls pour 42 buts marqués et 16 encaissés.

## Contexte et résumé de la saison passée des FAR de Rabat
Durant la saison dernière, les FAR de Rabat remportent le championnat pour la troisième fois de leur histoire et d'affilée avec au total plus de 62 points avec 12 victoires, 12 nuls et 2 défaites. Tandis qu'en coupe du Trône les FAR de Rabat remportent leur premier match dans le cadre des seizième de final face à une équipe dont on ne connait pas le nom par manque d'informations, ils battent le Maghreb de Fès sur le score de 2-1 dans le cadre des huitièmes de finale. Ensuite, pour le compte des quarts de finale, ils affrontent le Raja de Casablanca dans le cadre d'un classico se terminant par une victoire des FAR sur un score de 1-0. Après un très bon parcours ils sont finalement éliminés en demi-finales par le Hassania d'Agadir sur le score de 2-1.
Au bilan lors de la saison dernière les FAR de Rabat remportent le championnat avec comme dauphin le Kawkab de Marrakech et sont éliminés en demi-finales par le Hassania d'Agadir.

## Saison
Lors de sa seconde saison, l'Association Sportive des Forces Armées Royales participera au championnat du Maroc et à la Coupe du Trône de football. Il participera donc qu'à deux compétitions.

### Championnat
Le championnat du Maroc de football 1959-1960 est la 8e édition du championnat du Maroc de football. Elle oppose quatorze clubs regroupées au sein d'une poule unique où les équipes se rencontrent deux fois, à domicile et à l'extérieur. En fin de saison, les deux derniers sont relégués et remplacés par les deux meilleurs clubs de GNF2, la seconde division marocaine.

#### Composition du championnat
Avec la relégation du Moghreb de Tétouan et de l'Ittihad de Tanger, et la promotion de l'Étoile jeunesse sportive de Casablanca et du Moghreb de Rabat, les FAR de Rabat se retrouvent donc en compagnie de treize autres équipes que sont:
Le F.U.S. : le Fath Union Sport de Rabat.
Le R.C.A. : le Raja Club Athletic.
Le W.A.C. : le Wydad Athletic Club.
Le M.C.O. : le Mouloudia Club d'Oujda.
Le E.J.S.C.: l'Étoile jeunesse sportive de Casablanca.
Le K.A.C.M. : le Kawkab Athlétique Club de Marrakech.
La R.A.C : le Racing Athletic de Casablanca.
Le S.M. : le Stade Marocain.
Le K.A.C. : le Kénitra Athlétic Club.
Le M.S.R. : le Moghreb sportive de Rabat.
Le M.A.S. : le Maghreb Association Sportive.
Le H.U.S.A. : le Hassania Union Sport d'Agadir.
et le S.C.C.M. : le Chabab Mohammédia.
Cette saison représente donc la sixième année de football de l'histoire des FAR de Rabat, il s'agit surtout de sa cinquième en première division. On peut signaler aussi la présence du Stade Marocain, du FUS de Rabat et du Moghreb de Rabat, clubs de la ville de Rabat.

#### Classement final
| Place | Club                 | Points | Joué | Victoire | Nul | Défaite | Buts pour | Buts contre |
| ----- | -------------------- | ------ | ---- | -------- | --- | ------- | --------- | ----------- |
| 1e    | FAR de Rabat         | 64     | 26   | 15       | 8   | 3       | 42        | 16          |
| 2e    | Stade Marocain       | 58     | 26   | 12       | 8   | 6       | 41        | 26          |
| 3e    | Chabab Mohammédia    | 55     | 26   | 8        | 13  | 5       | 47        | 39          |
| 4e    | Mouloudia d'Oujda    | 54     | 26   | 9        | 10  | 7       | 24        | 22          |
| 5e    | Maghreb de Fès       | 53     | 26   | 9        | 9   | 8       | 25        | 27          |
| 6e    | Wydad de Casablanca  | 52     | 26   | 7        | 12  | 7       | 26        | 26          |
| 7e    | FUS de Rabat         | 52     | 26   | 7        | 12  | 7       | 23        | 24          |
| 8e    | KAC de Kénitra       | 52     | 26   | 7        | 12  | 7       | 30        | 32          |
| 9e    | Raja de Casablanca   | 51     | 26   | 8        | 9   | 9       | 29        | 34          |
| 10e   | Kawkab de Marrakech  | 51     | 26   | 9        | 7   | 10      | 25        | 26          |
| 11e   | Hassania d'Agadir    | 50     | 26   | 9        | 6   | 11      | 26        | 23          |
| 12e   | Racing Casablanca    | 50     | 26   | 7        | 9   | 10      | 18        | 26          |
| 13e   | Étoile de Casablanca | 49     | 26   | 5        | 13  | 8       | 21        | 25          |
| 14e   | Moghreb de Rabat     | 37     | 26   | 4        | 3   | 19      | 23        | 56          |

### Coupe du Trône
La saison 1963-1964 de la coupe du Trône de football est la huitième éditions de la compétition. Ayant comme champion le Kawkab de Marrakech lors de l'édition suivantes, cette compétition est la seconde plus importante du pays. Étant une équipe de première division, les FAR débutent cette compétition en seizièmes de finale.

## Bilan
Au bilan durant cette saisons, les FAR de Rabat remportent pour une quatrième fois le championnat du Maroc de football avec plus de 64 point soit 15 victoires, 8 nuls et 3 défaites. Le dauphin des FAR de Rabat lors de cette saison est un autre club de la ville de Rabat, le stade marocain qui celui-ci à 58 points. Son parcours en coupe du Trône a commencé en seizièmes de finale puisque ceux-ci sont en première division. Le résultat pour les seizièmes de finale est inconnu et on ne sait pas qui il a affronté également mais il a surement gagné ce match puisqu'il passe ce stade. En huitièmes de finale, ils affrontent la Renaissance de Berkane où ils gagnent sur un score de trois buts à zéro. Mais son parcours se termine en quarts de finale face au Raja de Casablanca. À noter que lors de la saison passée les FAR ont affronté le Raja de Casablanca en quarts de finale mais durant cette rencontre c'était les FAR qui ont gagné sur le score d'un but à zéro. Il faut aussi noter que durant cette saison les FAR ont inscrit le plus grand score en termes de classico face au Raja de Casablanca puisque celui-ci a été battu sur le score de 5-0 à Rabat.

## Annexe
1. ↑  Seule la nationalité sportive est indiquée. Un joueur peut avoir plusieurs nationalités mais n'a le droit de jouer que pour une seule sélection nationale.
2. ↑  Seule la sélection la plus importante est indiquée.